# مارجو
مارجو (انگلیسی: Marjoe) فیلمی در ژانر مستند به کارگردانی هاوارد اسمیت است که در سال ۱۹۷۲ منتشر شد.